# امید خلیلی
امید خلیلی تجریشی متولد ۴ فروردین ۱۳۶۲ در دربند تهران است. وی سابقه کار در شبکه من و تو را دارد. او با نام طغرل هم در برنامه بفرمایید شام شناخته می‌شود.

## زندگی
اصلیت او تجریشی است و تا ۷ سالگی در آنجا زندگی کرد. در ۱۴ سالگی به خواسته پدرش از ایران خارج شد و به ایتالیا رفت. یک سال و نیم در سوئیس زندگی کرد و بعد به لندن رفت.
در ایران، در سوئیس و در لندن فوتبال باشگاهی در سطح نوجوانان بازی کرد، اما هیچ‌گاه نتوانست به آرزویش که فوتبالیست حرفه‌ای شدن بود برسد، چرا که در یک بازی مچ پا چپ او از ۲ ناحیه شکست و مجبور به ترک فوتبال شد.
پس از آن در رشتهٔ تحصیلی بازیگری و هنرهای نمایشی مشغول فعالیت شد و به دنبال آرزوی دومش که بازیگری بود رفت.
او نمایشنامه‌نویس، دیالوگ‌نویس، شاعر و بازیگر تئاتر است که پس از ۸ سال فعالیت در حوزهٔ تئاتر، با تلویزیون من و تو آشنا شد.

## اجرا در شبکه من و تو
امید خلیلی در شبکه من و تو مجری برنامه‌هایی مانند بفرمایید شام، من و تو پلاس و آفساید و رختکن و نوروز ۹۴ من و تو و شعر یادت نره و جواب بوده‌است. همچنین ویژه برنامه‌های جام‌های جهانی فوتبال برزیل و روسیه و تهیه‌کنندگی برنامه مردان دیروز حشمت مهاجرانی و امامعلی حبیبی را در کارنامه دارد. او در اواخر سال ۱۳۹۸ خورشیدی به دلیل مسائل شخصی و اختلافات با کیوان عباسی، مدیر شبکه من و تو از تلویزیون من و تو جدا شد و در یک شبکه اینترنتی رادیویی به نام رادیو هوی مشغول به کار شده و مشغول ساخت برنامه‌های رادیویی شد. اما وی در ۲۱ مهر ۱۴۰۰ خورشیدی طی یک پست در پیج اینستاگرام خود خبر از بازگشت دوباره‌اش به شبکه من و تو و رفع کدورت‌ها و آشتی با مدیر این شبکه داد و اعلام کرد به‌زودی با برنامه‌های خود روی آنتن این شبکه خواهد رفت.

## امید پژوهشگر
لقبی که امید خلیلی بیشتر با آن شناخته شده،امید پژوهشگر است.این لقب اولین بار توسط محمد رضا شهبازی مجری برنامه تلویزیونی پاورقی به او نسبت داده شد.دلیل نسبت داده شدن این لقب به او،یکی از صحبت هایش در برنامه امید آی.ام و یکی از توئیت هایش در مورد ساخت یک نوع فیلترشکن بدون نیاز به اینترنت بود.